# District de Tiruchirappalli
Le district de Tiruchirappalli est un district de l'État du Tamil Nadu, dans le sud de l'Inde.

## Géographie
Sa capitale est Tiruchirappalli.
La superficie du district est de 4509 km². Au recensement de 2011, il comptait 2 722 290 habitants.